# 武士刀 (DC漫画)
武士刀‬（英語：Katana，或譯作卡塔娜），本名山城龙（日语：山城 たつ），是DC漫画的一位超级英雄。該角首次登場於《英勇與無畏》#200（1983年7月）。武士刀‬作为超级英雄，利用自己的剑术为正义而战。

## 出版历史
1983年7月《The Brave and the Bold》#200首次登场，由作家Mike W. Barr和画家Jim Aparo所创。
2013年2月，武士刀‬拥有了自己的漫画系列，由作家Ann Nocenti和画家Alex Sanchez进行创作。

## 其他媒体

### 电视剧

#### 真人电视剧
- 《绿箭侠》：由福岛莉拉饰演。

#### 电视动画
- 《正义联盟》
- 《蝙蝠侠：英勇无畏》
- 《当心蝙蝠侠》
- 《異世界自殺突擊隊》

### 电影

#### 真人电影
- 《自殺突擊隊》：由福原凯伦饰演。

#### 动画电影
- 《超人/蝙蝠侠：公众之敌》
- 《正义联盟：两个地球的危机》：登场的是平行世界的邪恶版武士刀。

### 电子游戏
- 《乐高蝙蝠侠2：DC超级英雄》：追加下载内容内的可操作角色。
- 《乐高蝙蝠侠3：飞越哥谭市》：追加下载内容内的可操作角色。
- 《无限危机》